# Pacetluky
Pacetluky (en allemand : Patzetluk, précédemment : Patzedluk) est une commune du district de Kroměříž, dans la région de Zlín, en République tchèque. Sa population s'élevait à 247 habitants en 2025.

## Géographie
Pacetluky se trouve à 16 km au nord-est de Kroměříž, à 19 km au nord-nord-ouest de Zlín, à 73 km à l'est-nord-est de Brno et à 239 km à l'est-sud-est de Prague.
La commune est limitée par Kostelec u Holešova au nord-ouest, par Prusinovice au nord-est et à l'est, par Bořenovice au sud, par Rymice au sud et par Roštění à l'ouest.

## Histoire
La première mention écrite de la localité date de 1131.

## Transports
Par la route, Pacetluky se trouve à 10 km de Bystřice pod Hostýnem, à 19 km de Kroměříž, à 24 km de Zlín, à 81 km de Brno et à 287 km de Prague.

## Source
- (cs) Cet article est partiellement ou en totalité issu de l’article de Wikipédia en tchèque intitulé « Pacetluky » (voir la liste des auteurs).